# Không gian xạ ảnh
Trong tô pô, một không gian xạ ảnh là một cấu trúc cơ bản cho phép thuần nhất hóa một không gian vectơ, nói cách khác là quên đi các tỷ lệ để chỉ xem xét các hướng. Ví dụ: {\displaystyle P_{n}(\mathbb {R} )} là không gian thương của ℝn+1\{0} bởi quan hệ tương đương cộng tuyến.
Tương tự, không gian xạ ảnh phức {\displaystyle P_{n}(\mathbb {C} )} là không gian thương của {\displaystyle \mathbb {C} ^{n+1}\backslash \{0\}} bởi quan hệ cộng tuyến phức.
Không gian xạ ảnh là một trường hợp đặc biệt của đa tạp Grassmann: {\displaystyle P_{n}(\mathbb {R} )=P(\mathbb {R} ^{n+1})={\textbf {Gr}}(1,\mathbb {R} ^{n+1})}.

## Định nghĩa
Cho một K-không gian véc-tơ V, không gian xạ ảnh P(V) là tập hợp các lớp tương đương của V \{0} dưới quan hệ tương đương ~ xác định bởi x ~ y nếu tồn tại một phần tử khác không λ trong K sao cho x = λy. Nếu V là một không gian véc-tơ tô pô, không gian thương P(V) là một không gian tô-pô, được trang bị tô pô thương (ví dụ K là trường các số thực hoặc trường các số phức với tô pô Euclid). Nếu V là một không gian hữu hạn chiều, chiều của P(V) bằng chiều của V trừ đi 1.
Không gian xạ ảnh một chiều {\displaystyle P_{1}(K)} cũng được gọi là đường thẳng xạ ảnh. Không gian xạ ảnh hai chiều {\displaystyle P_{2}(K)} cũng được gọi là mặt phẳng xạ ảnh.

## Tính chất

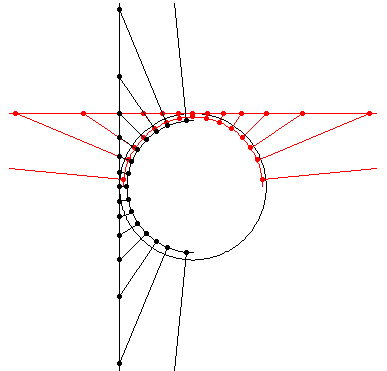
Hai hệ tọa độ của đường thẳng xạ ảnh, ứng với phép chiếu từ đường tròn.

- Trang bị cho {\displaystyle V} một chuẩn, ta có một phép phủ {\displaystyle \pi :\mathbb {S} (V)\to P(V)}.[2] Đây là một phép phủ bậc {\displaystyle 2}. Ta có thể trang bị cho {\displaystyle P(V)} một cấu trúc vi phân cảm sinh bởi phép phủ này.
- Với {\displaystyle n\geq 2}, {\displaystyle \pi _{1}(P(\mathbb {R} ^{n}))\simeq \mathbb {Z} /2\mathbb {Z} }. Phần tử sinh của nhóm cơ bản được cho bởi hợp của {\displaystyle \pi } với bất kỳ đường nào nối hai điểm đối cực của hình cầu {\displaystyle n} chiều. (với {\displaystyle n=1}, ta có {\displaystyle P(\mathbb {R} ^{n})\simeq \mathbb {S} ^{1}}, do đó nhóm cơ bản của nó đẳng cấu với {\displaystyle \mathbb {Z} }.)
- {\displaystyle P(\mathbb {R} ^{n})} là một đa tạp định hướng được khi và chỉ khi {\displaystyle n} lẻ.

## Phân thớ lặp
Trên {\displaystyle P(V=\mathbb {R} ^{n})} có một phân thớ véc-tơ mà thớ tại mỗi điểm {\displaystyle [v]\in P(V)} là không gian véc-tơ một chiều {\displaystyle Kv}. Đây được gọi là phân thớ lặp trên {\displaystyle P(V)} (tautologique-tautological).